# 달성종합스포츠파크
달성종합스포츠파크(達城綜合스포츠파크, Dalseong Sports Park)는 대한민국 대구광역시 달성군에 있는 스포츠 시설이다. 인조잔디 필드와 우레탄 트랙이 갖춰진 다목적 경기장이며, 2014년 3월에 개장되었다.

## 참고 문헌
- 〈달성종합스포츠파크〉. 《한국향토문화전자대전》. 한국학중앙연구원.[깨진 링크(과거 내용 찾기)]
- 《달성종합스포츠파크》. 디지털달성문화대전.
- 《달성종합스포츠파크》. 대구역사문화대전.
- 《전국 공공체육 시설 현황 (2017년말 기준)》. 대한민국 문화체육관광부. 2019.
- 《2019년 전국 공공체육시설 현황 (2018년말 기준)》. 대한민국 문화체육관광부. 2020.
- 《2020년 전국 공공체육시설 현황 (2019년말 기준)》. 대한민국 문화체육관광부. 2021.
- 《2022년 전국 공공체육시설 현황 (2021년말 기준)》. 대한민국 문화체육관광부. 2023.
- 《2023 전국 공공체육시설 현황 (2022년 12월말 기준)》. 대한민국 문화체육관광부. 2024.

## 같이 보기
- 달성종합스포츠파크 보조경기장